# Adolfo Mesquita Nunes
Adolfo Miguel Baptista Mesquita Nunes (n. 1977) es un abogado y político portugués del CDS-Partido Popular (CDS-PP).

## Biografía
Nacido el 29 de noviembre de 1977 en Lisboa, ingresó en el CDS-PP en 1997. Se licenció en derecho en la Universidad Católica Portuguesa.
Fue diputado de la xii legislatura de la Asamblea de la República entre 2011 y 2013 dentro del grupo parlamentario de CDS-PP, en representación de la circunscripción electoral de Lisboa. En 2013 fue nombrado secretario de Estado de Turismo, en sustitución de Cecília Meireles.
En marzo de 2016 fue designado por Assunção Cristas, nueva presidenta del CDS-PP, como uno de los vicepresidentes del partido.

## Vida personal
En febrero de 2018, Mesquita Nunes salió del armario públicamente como gay en una entrevista al diario Expresso.